# Københavnerskolen (teologi)
 For alternative betydninger, se Københavnerskolen. (Se også artikler, som begynder med Københavnerskolen)
Københavnerskolen (også kendt som bibelsk minimalisme) er en disciplin inden for bibelsk eksegese, som behandler Bibelen som en rent mytisk litteratur snarere end som historieskrivning.
Inden for dette paradigme skal arkæologien bruges til rekonstruktion af historien, og Bibelen har ingen værdi i den sammenhæng. Det er i modsætning til visse tilnærmelser til Bibelen og historien, som ser historisk værdi i hele eller dele af Bibelen især i dele af Det Gamle Testamente.
Minimalistiske forskere daterer alle eller de fleste bøger i Det Gamle Testamente århundreder senere end de fleste andre forskere. De ser det som en litterær frembringelse snarere end som en mundtlig beretning, som er blevet videreformidlet. Nøglepersoner som sættes i forbindelse med Københavnerskolen er Thomas L. Thompson, Niels Peter Lemche, Keith Whitelam og Philip Davies.